# بوریس کرامارنکو
بوریس کرامارنکو (انگلیسی: Boris Kramarenko؛ زادهٔ ۱ نوامبر ۱۹۵۵) کشتی‌گیر اهل اتحاد جماهیر شوروی سوسیالیستی بود.